# Строкинка
Строкинка — посёлок в Алапаевском районе Свердловской области России. Входит в муниципальное образование Алапаевское. Управляется Ельничной сельской администрацией.

## География
Посёлок располагается в истоке реки Строки, в 38 километрах на северо-восток от города Алапаевска.В посёлке находится одноимённая станция Алапаевской железной дороги

### Часовой пояс
Строкинка, как и вся Свердловская область, находится в часовой зоне МСК+2. Смещение применяемого времени относительно UTC составляет +5:00.

## Население
| 2002 | 2010 |
| ---- | ---- |
| 151  | ↘56  |

## Инфраструктура
В посёлке шесть улиц: Железнодорожников, Заречная, Лесников, Пожарская, Почтовая и Сиреневая; четыре переулка: Кедровый, Клубный, Полевой и Черёмуховый.